# 782

782(칠백팔십이)는 781보다 크고 783보다 작은 자연수다.

## 수학
- 합성수로, 그 약수는 1, 2, 17, 23, 34, 46, 391, 782이다. 진약수의 합은 514이므로, 782는 부족수다.
- 102번째 쐐기수다. 앞의 쐐기수는 777, 다음 쐐기수는 786이다.
- 67번째 불가촉수다. 앞의 불가촉수는 768, 다음은 784다.
- 23번째 오각수다. 앞의 오각수는 715, 다음은 852이다.
- {\displaystyle 47^{4}-1}은 782로 나누어떨어진다.

## 과학·기술
- NGC 782(영어판): 에리다누스자리 방향에 있는 막대나선은하.
- 782 몬테피오레(영어판): 소행성.
- 코스모스 782호(영어판): 소련의 인공위성.
- 마치 782(영어판): 마치 엔지니어링(영어판)의 경주용 자동차.

## 교통
- 현도 제782호선

## 군사
- 782 해군 항공대(영어판): 과거 존재한 영국의 해군 항공대.
- SSN-782(영어판): 미국의 군용 잠수함.

## 문화유산
- 대한민국의 보물 제782호: 김홍도필 병진년 화첩

## 기타
- 연도: 782년, 기원전 782년